# Ойратские известия (газета)
Ойратские известия (калм. Өөрдин зянг) — первая в истории газета на калмыцком языке. Выходила в 1917—1918 гг.

## История
Одно из самых первых упоминаний о газете «Ойратские известия» находятся в статье Владислава Котвича «Среди монгольских племён». В ноябре 1917 года газета «Астраханский листок» упоминает об «Ойратских известияx», сообщая, что «15 ноября 1917 года вышел первый в России номер калмыцкой газеты „Ойратские известия“. „Известия“ будут выходить ежедневно под редакцией помощника поверенного Н. О. Очирова. Газета является официальным органом Центрального комитета по управлению калмыцким народом и преследует своей в своей программе культурно-просветительские задачи и политическую информацию».
«Ойратские известия» печатались в Астрахани в 1917—1918 годах. Газета была двуязычной — статьи частично публиковались на русском и калмыцком языках. Калмыцкие статьи печатались на калмыцком алфавите тодо-бичиг. В заголовке газеты было указано, что она является ежедневной, но выходила она с периодичностью один раз в две недели. Всего вышло 5 номеров. Первый номер вышел 15 ноября 1917 года и последний — в январе 1918 года. Редактором газеты был калмыцкий просветитель и общественный деятель Номто Очиров. Кроме Номто Очирова в издании газеты участвовали Церен Петкиев, Д. Онкоров, Б. Боваев, С-Г. Хадылов.
Первоначально газета была официальным органом Центрального комитета по управлению калмыцким народом, затем она стала органом Войскового Правительства калмыцкого казачества.
В настоящее время номера «Ойратских известий» хранятся в архиве Польской академии наук в фонде В. Л. Котвича.

## Источник
- Ташнинов Н. Ш., Очерки истории просвещения Калмыцкой АССР, КНИИЯЛИ, Элиста, 1969 г., стр. 24
- Дякиева Р., Б., Журналистика Калмыкии: история и современность, изд. Жангар, Элиста, 2001, стр. 5-6